# Lamentin (Guadeloupe)
Pour les articles homonymes, voir Lamentin.
Lamentin (en créole guadeloupéen : Manten ou Lamanten) est une commune française, située dans le département de la Guadeloupe. Les citoyens de Lamentin sont nommés les Lamentinois et les Lamentinoises.

## Géographie

### Localisation

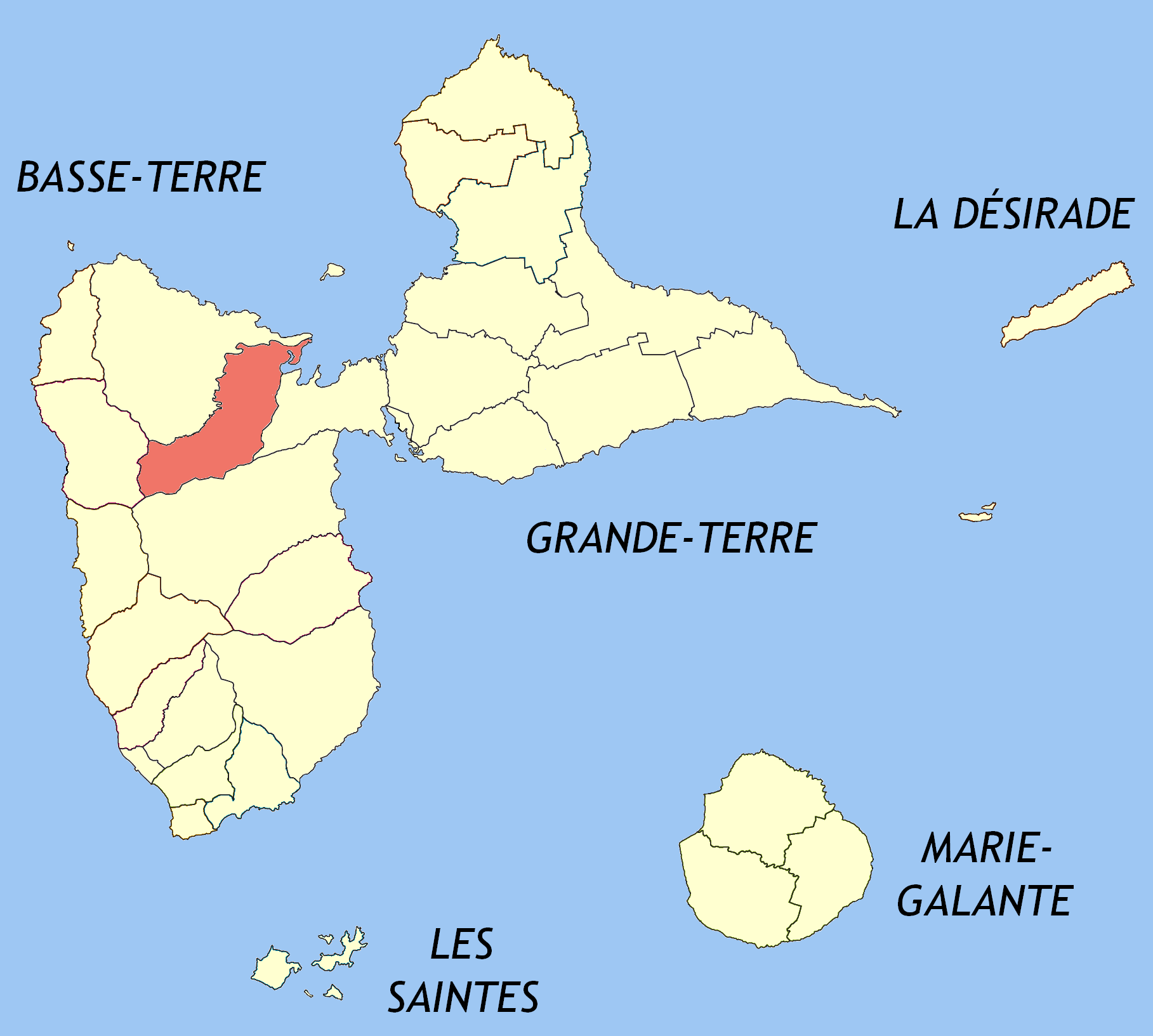
En rouge le territoire communal de Lamentin.

De 65,6 km2 de superficie totale, la commune de Lamentin est intégrée à l'agglomération de Pointe-à-Pitre. Elle s'étend dans la partie nord de Basse-Terre et est séparée de Sainte-Rose, à l'ouest et au nord, par le cours de la Grande Rivière à Goyaves, et de Baie-Mahault, à l'est, par celui de la ravine Sans Nom. Son bourg se situe au fond de la baie du Grand Cul-de-sac marin, dans la baie du Lamentin formée par l'embouchure de la rivière de Lamentin qui traverse tout le territoire communal.
Trois îlets lui sont rattachés : Christophe, Fajou, Caret.
Le Morne Léger constitue le tripoint des communes de Petit-Bourg, Lamentin et Pointe-Noire tandis que le Morne Jeanneton est le tripoint des communes de Sainte-Rose, Lamentin et Pointe-Noire.
| Sainte-Rose  |             | Mer des Caraïbes |
| Pointe-Noire | Lamentin    | Baie-Mahault     |
|              | Petit-Bourg | Petit-Bourg      |

## Urbanisme

### Typologie
Lamentin est une commune urbaine selon la grille communale de densité de l'Insee,,,. Elle appartient à l'unité urbaine de Pointe-à-Pitre-Les Abymes, une agglomération intra-départementale regroupant 11 communes et 252 132 habitants en 2022, dont elle est une commune de la banlieue,.
Par ailleurs la commune fait partie de l'aire d'attraction des Abymes, dont elle est une commune de la couronne. Cette aire, qui regroupe 18 communes, est catégorisée dans les aires de 200 000 à moins de 700 000 habitants,.
La commune, bordée par la mer des Caraïbes au nord-est, est également une commune littorale au sens de la loi du 3 janvier 1986, dite loi littoral. Des dispositions spécifiques d’urbanisme s’y appliquent dès lors afin de préserver les espaces naturels, les sites, les paysages et l’équilibre écologique du littoral, par exemple le principe d'inconstructibilité, en dehors des espaces urbanisés, sur la bande littorale des 100 mètres, ou plus si le plan local d’urbanisme le prévoit,.

### Lieux-dits et hameaux
Les différents lieux-dits et localités du Lamentin sont Bagatelle, Bréfort, Bellevue-Daras, Bergnolles, Blachon, Boisbert, Borel, Brie, Caillou, Castel, Chartreux, Desbonnes, Donotte, Douillard, Jaurès, Merlande, la Moisse, Monnier, Montauban, Pichon, Pierrette, Ravine-Chaude, Richard-L'Espérance, la Rosière, Roussel, Routa et Vincent.

## Toponymie
Fondée en 1720 dans une zone marécageuse, la commune tire son nom, comme son homonyme martiniquais du Lamentin, du lamantin, un mammifère marin aquatique herbivore historiquement présent dans le Grand Cul-de-sac marin et qui a depuis disparu des Petites Antilles.

## Histoire
Pour un article plus général, voir Histoire de la Guadeloupe.
Au XVIIe siècle, elle doit son essor économique aux café, cacao, coton et à la canne à sucre. Le bourg apparait vers 1726 et une paroisse dédiée à la Sainte-Trinité est créée vers 1730. Se déplaçant progressivement vers les hauteurs, le village se fixe sur une portion de terre de l'habitation Trinité vendue par le sieur Blachon en 1755. La paroisse possède au début du XIXe siècle, 84 manufactures composées de 22 habitations-sucreries, 55 habitations-caféières et 7 habitations-vivrières mais, dès la fin du XIXe les habitations livrent leurs productions aux usines centrales de Darboussier à Pointe-à-Pitre ou à Bonne-Mère à Sainte-Rose.
Le cyclone Okeechobee dévaste intégralement le Lamentin en 1928 qui est alors reconstruit entièrement dont, pour de nombreux bâtiments administratifs par Ali Tur.

## Politique et administration

### Rattachements administratifs et électoraux
La commune appartient à l'arrondissement de Basse-Terre et au canton de Lamentin dont elle est le bureau centralisateur.
Pour l'élection des députés, Lamentin fait partie depuis 1988 de la troisième circonscription de la Guadeloupe.

### Intercommunalité
La commune de Lamentin fait partie de la communauté d'agglomération du Nord Basse-Terre, dans laquelle elle est représentée par neuf conseillers. Depuis 2014, son président est Jocelyn Sapotille, le maire de Lamentin.

### Jumelages
- Comté de Miami-Dade (États-Unis)
- Montsinery-Tonnegrande (Guyane)

## Population et société

### Démographie
L'évolution du nombre d'habitants est connue à travers les recensements de la population effectués dans la commune depuis 1961, premier recensement postérieur à la départementalisation de 1946. À partir de 2006, les populations de référence des communes sont publiées annuellement par l'Insee. Le recensement repose désormais sur une collecte d'information annuelle, concernant successivement tous les territoires communaux au cours d'une période de cinq ans. Pour les communes de plus de 10 000 habitants les recensements ont lieu chaque année à la suite d'une enquête par sondage auprès d'un échantillon d'adresses représentant 8 % de leurs logements, contrairement aux autres communes qui ont un recensement réel tous les cinq ans,.

En 2022, la commune comptait 18 437 habitants, en évolution de +10,49 % par rapport à 2016 (Guadeloupe : −2,67 %, France hors Mayotte : +2,11 %).
| 1961  | 1967  | 1974  | 1982  | 1990   | 1999   | 2006   | 2011   | 2016   |
| ----- | ----- | ----- | ----- | ------ | ------ | ------ | ------ | ------ |
| 8 840 | 8 919 | 9 643 | 9 885 | 11 334 | 13 434 | 15 738 | 15 486 | 16 687 |

| 2021   | 2022   | - | - | - | - | - | - | - |
| ------ | ------ | - | - | - | - | - | - | - |
| 18 527 | 18 437 | - | - | - | - | - | - | - |

### Enseignement
Comme toutes les communes de l'archipel de la Guadeloupe, Lamentin est rattaché à l'Académie de la Guadeloupe. La ville possède sur son territoire quatre écoles maternelles (La-Poussinière-Julien-Chabin, Le-Verger-de-Castel, Pierre-Blanche et Pierrette) et six écoles primaires (Bourg 1, Bourg 2, Castel, La Rozière, Pierrette et Vincent).
En ce qui concerne l'enseignement secondaire, la ville possède le collège Appel-du-18-Juin et le lycée d'enseignement professionnel Bertène-Juminer.

### Équipements culturels et sportifs
Dans le domaine culturel, Lamentin accueille le « Ciné-théâtre », l’École de musique et la médiathèque Ernest-Pépin, du nom du célèbre écrivain et poète, natif de la commune. Il existe également un Centre de culture scientifique, technique et industrielle (CCSTI), l'Archipel des Sciences.
La commune possède différents équipements sportifs avec le stade municipal Germain-Barbier, des courts de tennis et une salle multisports. Les clubs sportifs de la commune sont : 
- Stade Lamentinois (football, athlétisme)
- A.J Castel (football)
- USL (Uni sport lamentinois) (cyclisme)

## Économie
Port de pêche, la commune de Lamentin s'oriente désormais vers le tourisme vert avec, en particulier, la station thermale de Ravine Chaude. Un projet de parc éolien porté par l'entreprise Valorem devrait voir le jour durant la décennie 2020, ce qui représenterait le deuxième réalisé en Basse-Terre après celui de Sainte-Rose, mis en service en janvier 2019.

## Culture locale et patrimoine

### Lieux et monuments

#### Édifices remarquables
- Église de la Sainte-Trinité de Lamentin. L'église est dédiée à la sainte Trinité. L'édifice a été classé au titre des monuments historiques en 2017[20].

C'est au Lamentin que l'architecte Ali Tur a réalisé le plus grand nombre et parmi les plus importantes (artistiquement) de ses constructions sur l'île entre 1930 et 1932, mandaté par différentes autorités pour reconstruire les édifices civils et religieux après les dévastations de l'ouragan Okeechobee en 1928 : l'hôtel de ville, la Justice de paix, le Groupe scolaire, les Square et monument aux morts mais aussi le marché, la Maison mortuaire, l'église de la Sainte-Trinité et son presbytère.
Par ailleurs, l'habitation Routa est classée aux monuments historiques depuis 2013.

### Sites naturels
Les sites naturels touristiques du Lamentin comprennent la Ravine Chaude, l'une des sources thermales de l'île (qui développe le thermalisme et la balnéothérapie), la cascade de Bois Bananes, ainsi que le centre d'élevage des lamantins et le port de pêche de Blachon, et l'usine de Grosse Montagne.

### Personnalités liées à la commune
- René Toribio (1912-1990), maire du Lamentin de 1945 à 1971, président du conseil général de 1953 à 1955 et sénateur de 1959 à 1968
- Georges Dagonia (1930-2007), maire du Lamentin de 1971 à 1989, ancien président du conseil général et sénateur
- Christine Kelly (1969-), journaliste et écrivain
- Ernest Pépin (1950-), écrivain et poète
- Dany Bébel-Gisler, (1935- décès en 2003 au Lamentin), chercheur au CNRS et sociologue, créée la première école uniquement créolophone au Lamentin, Bwadoubout.